# Текстология
Текстологията (на латински: textus – „текст“ и на гръцки: lógos – „слово“, „наука“) е спомагателна за литературознанието филологическа дисциплина, която се занимава с изучаването на текстове и настъпилите в тях промени с цел датирането и установяването на точното съдържание на литературни паметници, исторически документи и други, както и установяването на авторството на анонимни творби.
Сред въпросите, на които текстологията търси отговор за изследваните текстове, са:
- текстът уникат ли е или вариант,
- оригинал или препис,
- самостоятелна творба или фрагмент от по-голямо произведение,
- на един или повече автори е дело текстът,
- автентичен или фалшифициран, и ако е фалшифициран – изцяло или отчасти.

За постигане на целите си текстологията проследява историята на текста от създаването до окончателния му вид, като изследва естеството и причините за настъпилите промени: авторски промени за усъвършенстване на текста, редакционни промени или цензура. Способите на текстологията са както чисто филологически (сравнително изследване на творчеството на автора, неговите дневници и мемоари, преписите на произведенията му, исторически свидетелства за епохата), така и физико-химически (химически анализ, анализ с ултравиолетови, инфрачервени лъчи или лазер и други).
На литературните критици, историци и теоретици текстологията дава достоверен материал за основа на техните научни търсения и хипотези. Установяването на достоверността на даден текст е необходима предпоставка и при подготовката му за публикуване (като академичен или научнопопулярен текст, изцяло или частично, със или без коментари). 
Текстологията възниква още в древността. За първи текстологични изследвания се считат опитите на александрийските учени през епохата на елинизма (IV-I в. пр.н.е.) за установяване на текста на омировите епоси „Илиада“ и „Одисея“. С големи приноси за българската текстология са учени като Стоян Романски, Иван Дуйчев и Йордан Иванов.